# 心理試験
『心理試験』（しんりしけん）は、1925年（大正14年）に発表された江戸川乱歩の短編探偵小説。明智小五郎シリーズの2作目。博文館の探偵小説雑誌『新青年』の1925年2月号に掲載され、『D坂の殺人事件』に始まる6ヶ月連続短編掲載の2作目にあたる。犯人の視点で事件が語られる倒叙の形式をとる。
英訳版の題名は『The Psychological Test』。

## 成立
作者の江戸川乱歩は心理学に興味を持ち、単語への反応を検査するミュンスターベルヒの心理試験についての著作を読み、探偵小説に仕立てることを考えた。
『新青年』では森下雨村の企画で、前月1月号の『D坂の殺人事件』に続き、この『心理試験』、『黒手組』、『赤い部屋』、『白昼夢』、『幽霊』と、半年間にわたり乱歩の短編を連続掲載しており、第二弾が本作である。また乱歩の発表作としては7作目に当たる。

## あらすじ
貧しい大学生・蕗屋清一郎は、同級生の斎藤勇から、斎藤の下宿先の家主である老婆が室内に置いている植木鉢の底に大金を隠していることを知る。老い先短い老婆より、まだ若くて未来のある自分がその大金を使うべきなのだ、と考えた蕗屋は、老婆を殺して金を奪う計画を立てる。基本方針は、小細工を弄しないで、大胆率直にことを進めた方が足がつかないというものだった。彼はそれを実行し、老婆を殺したあと、金の半分を奪い、残りは元の場所に、そして奪った金を財布に入れて拾得物として警察に届け、1年たつのを待つことにする。その後、老婆殺害のかどで斎藤が勾引される。斎藤は老婆殺人の第一発見者であったが、そのときに例の残りの金を盗んで自分の腹巻に入れ、そのまま警察に殺人を知らせにいき、そこで身体検査されたため、分不相応の金を持っていたということで容疑をかけられてしまったのだ。蕗屋はほくそ笑むが、自分が拾った大金を警察に届けたことが担当予審判事の笠森の耳に入ったことを知る。笠森が心理試験を行う判事であることを知っていた蕗屋は、その対策として、どんな質問にも策を弄せず素直に答えてみせるという訓練を自分に課す。斎藤と蕗屋を心理試験にかけてみた結果、混乱を呈しているのは斎藤のほうで、蕗屋のほうは平然としていることが分かり判事は頭を悩ますが、そこへ名素人探偵として名の轟きだしている明智小五郎がやってきて、私見を述べ、ひとつの罠をかけるため、蕗屋を呼びだすこととなる。弁護士になりすました明智は、蕗屋に、老婆の部屋に金屏風があったと思うが、傷がついているので抵当に入れていた真の持主が怒っている。あなたは事件の二日前に老婆の部屋に行ったらしいが、そのときにその傷があったか教えてくれないかと訊く。その傷は蕗屋が老婆を殺したときについたものである。蕗屋はここも策を弄しないほうがいいという信念に則り、大胆率直に傷はなかったという。しかし明智は屏風は事件の前日に老婆の部屋に運びこまれたものだと笠森に言わせる。蕗屋の心理試験における事件に関する言語連想の回答時間が早すぎるので、大胆率直な態度で臨んでいることを見破ったためにかけた罠だと明智はいう。

## 登場人物
蕗屋 清一郎（ふきや せいいちろう）
学費を稼ぐためつまらない内職等に時間を取られ、勉強や読書の時間が十分に確保できない自分の境遇に不満を持っている頭脳明晰な大学生。
斎藤 勇（さいとう いさむ）
蕗屋の同級生。蕗屋に老婆が金を持っていると漏らしてしまった。
老婆（ろうば）
金を貯めている守銭奴。
笠森判事（かさもり）
予審判事。まだ若いが、心理学を応用することで名をはせている。
明智 小五郎（あけち こごろう）
素人探偵。すでにいくつかの事件を解決し、世間に名を知られはじめている。

## トリック
犯人蕗屋の造型、および犯罪シチュエーション、鍵となるトリックはフョードル・ドストエフスキーの『罪と罰』を下敷きにしている。『罪と罰』ではラスコーリニコフが犯行後に空き部屋に隠れ、そこでペンキを見たことを覚えていた。予審判事は空き部屋とペンキ塗りについて尋ねることでラスコーリニコフにかまをかける。本作ではペンキを塗られた壁が屏風に、ペンキが屏風の傷に置き換えられている。また、自己のトリックをひけらかさずにはいられず、それが陥穽となってしまう展開、および、心理分析的トリック追求には、それぞれポオの『黒猫』、『盗まれた手紙』の影響がうかがえる。

## 評価・影響
乱歩によれば、『新青年』における6ヶ月連続短編掲載において発表直後から評価が高く、これをきっかけとして作家専業になる決心をしたという（ただし、後には『赤い部屋』の方が好評であったともいう）。松本清張は本作を読んで夢中になったと述べている。
乱歩は、連続短編掲載において『D坂の殺人事件』『心理試験』『黒手組』の3作までは本格ものと見なしていたが、山前譲は明智の追い詰め方が心理的であり厳密ではないことを指摘し、この作品は本格ものとは呼べないと指摘している。

## 映像化作品

### 映画
『パレットナイフの殺人』（1946年（昭和21年）10月15日封切り）
大映が本作をもとに制作した探偵映画（ただし、原作としてクレジットされてはいるが、設定やあらすじはほとんどオリジナルである）。プロデューサーは加賀四郎、脚本は高岩肇、監督は久松静児。乱歩は「私の原作映画としては、昭和三十一年の日活映画『死の十字路』についでよくできていたように思う」とコメントしている。
『D坂の殺人事件』（1998年（平成10年）5月16日封切り）
『D坂の殺人事件』に『心理試験』を合わせて映画化。脚本は薩川昭夫、監督は実相寺昭雄。

### アニメーション
『青春アニメ全集』（1986年、日本テレビ）
テレビアニメ。声優は小川真司（明智小五郎）、千葉繁（蕗屋清一郎）。

### テレビドラマ
シリーズ・江戸川乱歩短編集『1925年の明智小五郎 心理試験』
（2016年1月23日（土）22:30～23:00放送、NHK BSプレミアム）
概要
『D坂の殺人事件』『心理試験』『屋根裏の散歩者』の初期作を連続してドラマ化した第2作。
シリーズは基本的に原作小説をそのまま朗読、俳優が台詞部分を演じる形式で、そのため「最も原作に忠実」を謳い文句にしていて、冒頭のテロップとしてもその旨が語られている。
明智小五郎は三作ともに女性である満島ひかりが演じている。『D坂』では和服姿だった明智だが、本作では既に職業探偵となっているため、マント姿の洋装である。また、蕗屋と対峙するときには変装のため眼鏡と髭を付けている。
スタッフ
- 演出：佐藤佐吉
- 音楽：『恋の追跡(ラブ・チェイス)』(作詞：橋本淳、作曲：筒美京平、歌：欧陽菲菲)
- 音響効果：佐藤秀国
- 撮影：栢野直樹
- 照明：松田直子
- 音声：米山靖
- 編集：大泉渉
- 美術：福井大
- 特殊装置制作：奥山友太
- スタイリスト：Babymix
- ヘアメイク：堀川貴世
- 資料提供：足利市松村記念館
- リサーチャー：明仁絵里子
- 取材：許斐康公
- プロデューサー：淵邉恵美
- 制作統括：千葉聡史、松永真一、長嶋甲兵
- 制作：NHKエンタープライズ
- 制作・著作：NHK、テレコムスタッフ

キャスト
- 明智小五郎：満島ひかり
- 蕗屋清一郎「私」：菅田将暉
- 老婆：嶋田久作
- 笠森判事：田中要次
- 斎藤勇：大水洋介
- 裁判所の使い：水間ロン
- 刑事：佐藤佐吉
- 朗読：角田誠二

## 収録
- 角川文庫 『黄金仮面』　1973年7月
- 岩波文庫 『江戸川乱歩短編集』　2008年8月
- 集英社文庫『明智小五郎事件簿 1』平山雄一・編  2016年5月
- ポプラ社少年探偵団シリーズ35『地獄の道化師』（1971年4月）の巻末に、氷川瓏により児童向けに易しい文体で書き直したリライト版が収録されている。